# Papallona de la c blanca
La papallona de la c blanca (Polygonia c-album) és una espècie de lepidòpter papilionoïdeu de la família dels nimfàlids (Nymphalidae) present als Països Catalans. El nom comú és degut a la taca blanca en forma de "C" que presenta al revers de les ales anteriors.

## Distribució
Es distribueix des del nord d'Àfrica i Europa fins al Japó. A la península Ibèrica està absent a zones del sud-oest; tampoc es troba a les illes Balears.

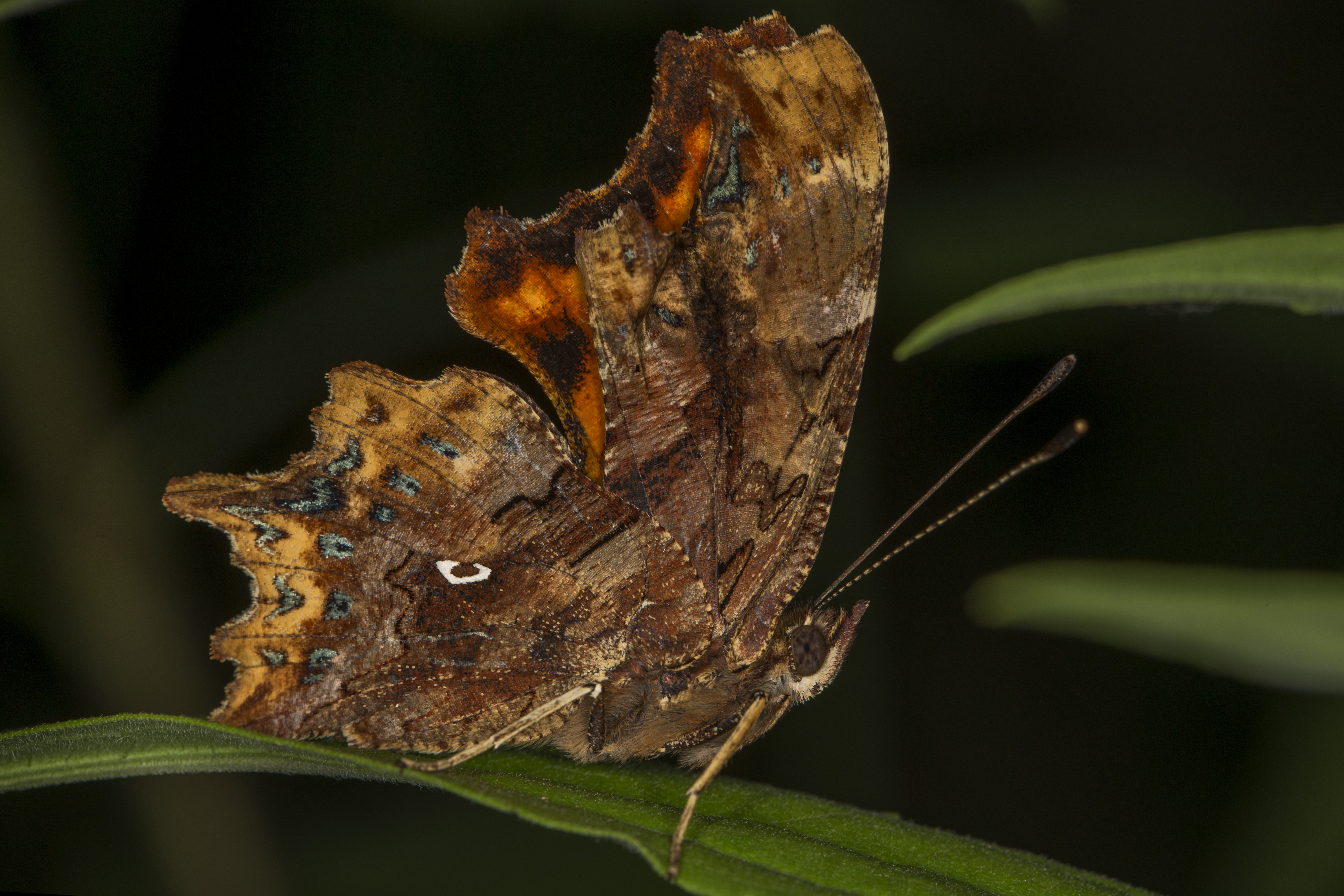
Revers de les ales mostrant la taca blanca en forma de "C".

## Hàbitat
Està lligada a ambients forestals: freqüenta clars de boscos, normalment humits. L'eruga s'alimenta d'espècies del gènere Urtica, Salix, Ribes, Ulmus, entre d'altres.

## Període de vol i hibernació
Generalment presenta dues generacions: en la primera els imagos volen entre maig i juny i en la segona entre juliol i agost; en condicions favorables pot haver-hi una tercera generació. Hiberna com a adult. Els adults també poden ser observats durant dies càlids d'hivern.